# Efuzja (geologia)

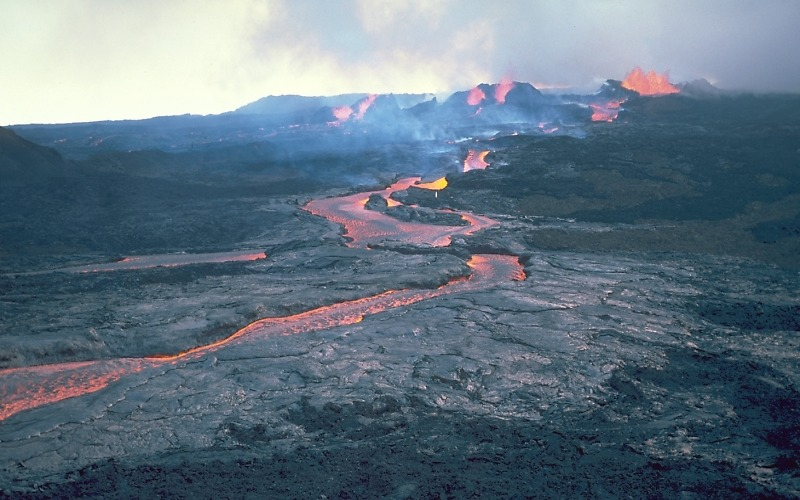
Wylew lawy typu aa z wulkanu Mauna Loa, podczas jego erupcji w 1984 roku.

Efuzja, erupcja wylewna, wylew wulkaniczny – wylew lawy na powierzchnię Ziemi. Jest to typ erupcji wulkanicznej, typowy dla wulkanów tarczowych. Wypływ lawy ma spokojny charakter, nie towarzyszy mu wyrzucenie dużych ilości materiałów piroklastycznych, charakterystyczne dla gwałtownych erupcji eksplozywnych. Zachodzi w przypadku lawy zasadowej - bazaltowej o małej lepkości.